# جرذ الأرز السوانزي
جرذ الأرز السوانزي (الاسم العلمي: Oryzomys seuanezi) (بالإنجليزية: Seuánez’s Oryzomys)‏ هو نوع من الحيوانات يتبع جنس جرذ الأرز من الفصيلة القدادية.